# 李赣骝
李赣骝（1933年8月—2025年6月19日），籍贯江西，出生于上海，中华人民共和国政治人物，中国国民党革命委员会党员，曾任民革中央副主席。国民党元老李烈钧之子。